# Королёвка (Павлодарская область)
Королёвка (каз. Королёвка) — исчезнувшее село в Иртышском районе Павлодарской области Казахстана.

## Географическое положение
Располагалось в 37 км к западу от села Иртышск и 23 км к северо-востоку от села Актайлак (Никаноровка).

## История
Село Королёвка основано в 1914 году в урочище Жындыкак Иртышской волости. Дата упразднения не установлена.